# Olympische Sommerspiele 1992/Teilnehmer (Dänemark)
| Gelbes Symbol für Goldmedaillen mit stilisierten Olympischen Ringen | Graues Symbol für Silbermedaillen mit stilisierten Olympischen Ringen | Braundes Symbol für Bronzemedaillen mit stilisierten Olympischen Ringen |
| ------------------------------------------------------------------- | --------------------------------------------------------------------- | ----------------------------------------------------------------------- |
| 1                                                                   | 1                                                                     | 4                                                                       |

Dänemark nahm an den Olympischen Sommerspielen 1992 in Barcelona, Spanien, mit einer Delegation von 110 Teilnehmern (77 Männer und 33 Frauen) teil.

## Medaillengewinner

### Gold
| Name(n)                                    | Sportart | Wettkampf |
| ------------------------------------------ | -------- | --------- |
| Jesper Bank, Steen Secher und Jesper Seier | Segeln   | Soling    |

### Silber
| Name(n)                                 | Sportart | Wettkampf                   |
| --------------------------------------- | -------- | --------------------------- |
| Arne Nielsson und Christian Frederiksen | Kanu     | Zweier-Canadier, 1000 Meter |

### Bronze
| Name                                                                               | Sportart  | Wettkampf                        |
| ---------------------------------------------------------------------------------- | --------- | -------------------------------- |
| Thomas Stuer-Lauridsen                                                             | Badminton | Einzel                           |
| Brian Nielsen                                                                      | Boxen     | Superschwergewicht               |
| Ken Frost, Jimmi Madsen, Klaus Kynde Nielsen, Jan Bo Petersen und Michael Sandstød | Radsport  | 4000 Meter Mannschaftsverfolgung |
| Jens Bojsen-Møller und Jørgen Bojsen-Møller                                        | Segeln    | Flying Dutchman                  |

## Teilnehmer nach Sportarten

### Badminton
- Thomas Stuer-Lauridsen
Einzel: Bronze

- Poul-Erik Høyer Larsen
Einzel: 5. Platz

- Henrik Svarrer
Doppel: 5. Platz

- Jan Paulsen
Doppel 5. Platz

- Jon Holst-Christensen
Doppel 9. Platz

- Thomas Lund
Doppel 9. Platz

- Pernille Nedergaard
Frauen, Einzel: 9. Platz

- Camilla Martin
Frauen, Einzel: 17. Platz

- Lisbet Stuer-Lauridsen
Frauen, Doppel: 9. Platz

- Marlene Thomsen
Frauen, Doppel: 9. Platz

- Grete Mogensen
Frauen, Doppel: 17. Platz

- Pernille Dupont
Frauen, Doppel: 17. Platz

### Bogenschießen
- Ole Nielsen
Einzel: 26. Platz
Mannschaft: 12. Platz

- Henrik Kromann Toft
Einzel: 27. Platz
Mannschaft: 12. Platz

- Jan Rytter
Einzel: 64. Platz
Mannschaft: 12. Platz

### Boxen
- Jesper Jensen
Fliegengewicht: 9. Platz

- Brian Lentz
Mittelgewicht: 9. Platz

- Mark Hulstrøm
Schwergewicht: 17. Platz

- Brian Nielsen
Superschwergewicht: Bronze

### Fußball
- Herrenteam
13. Platz

- Kader
Søren Andersen
Ronnie Ekelund
Per Frandsen
Thomas Helveg
Niels Christian Jørgensen
Michael Larsen
Jacob Laursen
Jens Madsen
Jens Christian Madsen
Miklos Molnar
Lars Højer Nielsen
Claus Thomsen
Stig Tøfting
Peter Frank Andersen
Jacob Kjeldberg Jensen
Peter Møller-Nielsen

### Gewichtheben
- Henrik Andersen
Mittelgewicht: 27. Platz

- Kim Lynge Pedersen
Schwergewicht I: 19. Platz

### Kanu
- Thor Nielsen
Kajak-Einer, 1000 Meter: 7. Platz
Kajak-Zweier, 500 Meter: 6. Platz

- Jesper Møllegaard Staal
Kajak-Zweier, 500 Meter: 6. Platz

- Arne Nielsson
Canadier-Zweier, 500 Meter: 5. Platz
Canadier-Zweier, 1000 Meter: Silber

- Christian Frederiksen
Canadier-Zweier, 500 Meter: 5. Platz
Canadier-Zweier, 1000 Meter: Silber

- Yvonne Knudsen
Frauen, Kajak-Einer, 500 Meter: Halbfinale
Frauen, Kajak-Zweier, 500 Meter: 8. Platz

- Jeanette Knudsen
Frauen, Kajak-Zweier, 500 Meter: 8. Platz

### Leichtathletik
- Gitte Karlshøj
Frauen, 3000 Meter: Vorläufe

- Dorthe Rasmussen
Frauen, 10.000 Meter: Vorläufe

- Renata Pytełewska-Nielsen
Frauen, Weitsprung: 11. Platz

### Radsport
- Lars Michaelsen
Straßenrennen: 11. Platz

- Christian Andersen
Straßenrennen: 18. Platz

- Claus Michael Møller
Straßenrennen: 34. Platz

- Jan Bo Petersen
4000 Meter Einzelverfolgung: 10. Platz
4000 Meter Mannschaftsverfolgung: Bronze

- Ken Frost
4000 Meter Mannschaftsverfolgung: Bronze

- Jimmi Madsen
4000 Meter Mannschaftsverfolgung: Bronze

- Klaus Kynde Nielsen
4000 Meter Mannschaftsverfolgung: Bronze

- Michael Sandstød
4000 Meter Mannschaftsverfolgung: Bronze

- Dan Frost
Punkterennen: 15. Platz

- Karina Skibby
Frauen, Straßenrennen: 11. Platz

- Hanne Malmberg
Frauen, 3000 Einzelverfolgung: 4. Platz

### Reiten
- Anne Jensen-van Olst
Dressur, Einzel: 10. Platz
Dressur, Mannschaft: 5. Platz

- Anne Grethe Jensen
Dressur, Einzel: 13. Platz
Dressur, Mannschaft: 5. Platz

- Lene Hoberg
Dressur, Einzel: 36. Platz
Dressur, Mannschaft: 5. Platz

- Bent Jensen
Dressur, Einzel: 46. Platz
Dressur, Mannschaft: 5. Platz

- Merethe Jensen
Springreiten, Einzel: 8. Platz

- Lone Kroman Petersen
Springreiten, Einzel: 78. Platz

- Nils Haagensen
Vielseitigkeit, Einzel: 21. Platz

### Rudern
- Jens Pørneki
Achter mit Steuermann: 7. Platz

- Jørgen Tramm
Achter mit Steuermann: 7. Platz

- Thomas Larsen
Achter mit Steuermann: 7. Platz

- Lars Christensen
Achter mit Steuermann: 7. Platz

- Carsten Hassing
Achter mit Steuermann: 7. Platz

- Jesper Thusgård Kristiansen
Achter mit Steuermann: 7. Platz

- Martin Haldbo Hansen
Achter mit Steuermann: 7. Platz

- Kent Skovsager
Achter mit Steuermann: 7. Platz

- Stephen Masters
Achter mit Steuermann: 7. Platz

- Berit Christoffersen
Frauen, Vierer ohne Steuerfrau: 8. Platz

- Lene Pedersen
Frauen, Vierer ohne Steuerfrau: 8. Platz

- Trine Hansen
Frauen, Vierer ohne Steuerfrau: 8. Platz

- Ulla Werner Hansen
Frauen, Vierer ohne Steuerfrau: 8. Platz

### Schießen
- Klavs Jørn Christensen
Kleinkaliber, Dreistellungskampf: 25. Platz

- Jørgen Herlufsen
Kleinkaliber, Dreistellungskampf: 37. Platz

- Jens Harskov Loczi
Kleinkaliber, liegend: 11. Platz

- Bo Lilja
Kleinkaliber, liegend: 31. Platz

- Ole Justesen
Skeet: 16. Platz

- Ole Riber Rasmussen
Skeet: 55. Platz

- Karen Hansen
Frauen, Luftpistole: 12. Platz

### Schwimmen
- Franz Mortensen
50 Meter Freistil: 29. Platz
100 Meter Freistil: 26. Platz
200 Meter Freistil: 32. Platz

- Lars Sørensen
200 Meter Rücken: 36. Platz
100 Meter Brust: 48. Platz
200 Meter Lagen: 11. Platz

- Gitta Jensen
Frauen, 50 Meter Freistil: 25. Platz
Frauen, 100 Meter Freistil: 12. Platz
Frauen, 200 Meter Freistil: 14. Platz
Frauen, 4 × 100 Meter Freistil: 6. Platz
Frauen, 4 × 100 Meter Lagen: 11. Platz

- Mette Nørskov Nielsen
Frauen, 50 Meter Freistil: 25. Platz
Frauen, 100 Meter Freistil: 27. Platz
Frauen, 4 × 100 Meter Freistil: 6. Platz

- Mette Jacobsen
Frauen, 200 Meter Freistil: 13. Platz
Frauen, 400 Meter Freistil: 17. Platz
Frauen, 4 × 100 Meter Freistil: 6. Platz
Frauen, 200 Meter Schmetterling: 7. Platz
Frauen, 4 × 100 Meter Lagen: 11. Platz

- Berit Puggaard
Frauen, 4 × 100 Meter Freistil: 6. Platz
Frauen, 100 Meter Schmetterling: 38. Platz
Frauen, 200 Meter Schmetterling: 15. Platz
Frauen, 4 × 100 Meter Lagen: 11. Platz

- Annette Poulsen
Frauen, 4 × 100 Meter Freistil: 6. Platz
Frauen, 200 Meter Lagen: 35. Platz

- Britta Vestergaard
Frauen, 100 Meter Brust: 27. Platz
Frauen, 200 Meter Brust: 21. Platz
Frauen, 400 Meter Lagen: Vorläufe
Frauen, 4 × 100 Meter Lagen: 11. Platz

### Segeln
- Morten Egeblad Christoffersen
Windsurfen: 17. Platz

- Stig Westergaard
Finn-Dinghy: 12. Platz

- Hans Jørgen Riber
470er: 19. Platz

- Jesper Pilegaard
470er: 19. Platz

- Benny Andersen
Star: 9. Platz

- Mogens Just Mikkelsen
Star: 9. Platz

- Anette Ree Andersen
Tornado: 16. Platz

- Lars Hendriksen
Tornado: 16. Platz

- Jesper Bank
Soling: Gold

- Steen Secher
Soling: Gold

- Jesper Seier
Soling: Gold

- Jens Bojsen-Møller
Flying Dutchman: Bronze

- Jørgen Bojsen-Møller
Flying Dutchman: Bronze

- Dorte Jensen
Europe: 5. Platz

- Marianne Halfdan-Nielsen
Frauen, 470er: 13. Platz

- Susanne Ward
Frauen, 470er: 13. Platz

### Tennis
- Kenneth Carlsen
Einzel: 33. Platz

- Frederik Fetterlein
Doppel: 17. Platz